# Černice (Pilzno)
Černice – część ustawowego miasta Pilzna, położona w jego w południowo-wschodniej części. Leży na terenie gminy katastralnej Pilzno 2 i Pilzno 8.